# Odd Frantzen
Odd Bernhard Frantzen (Bergen, 20 gennaio 1913 – Bergen, 2 ottobre 1977) è stato un calciatore norvegese, di ruolo attaccante.

## Carriera

### Club
Frantzen militò nello Hardy tra il 1936 ed il 1939.

### Nazionale
Giocò 20 incontri per la Norvegia, segnando 5 reti e partecipando ai Giochi della XI Olimpiade (conquistando la medaglia di bronzo) e al campionato del mondo 1938. Esordì il 7 agosto 1936, nel successo per 0-2 contro la Germania, a Berlino. Il 20 settembre dello stesso anno, segnò le prime reti, grazie ad una doppietta realizzata ai danni della Danimarca.